# Mecometopus solidicornis
Mecometopus solidicornis är en skalbaggsart som beskrevs av Bates 1885. Mecometopus solidicornis ingår i släktet Mecometopus och familjen långhorningar.
Artens utbredningsområde är:
- Costa Rica.
- Panama.

Inga underarter finns listade i Catalogue of Life.